# Mona de Pasqua

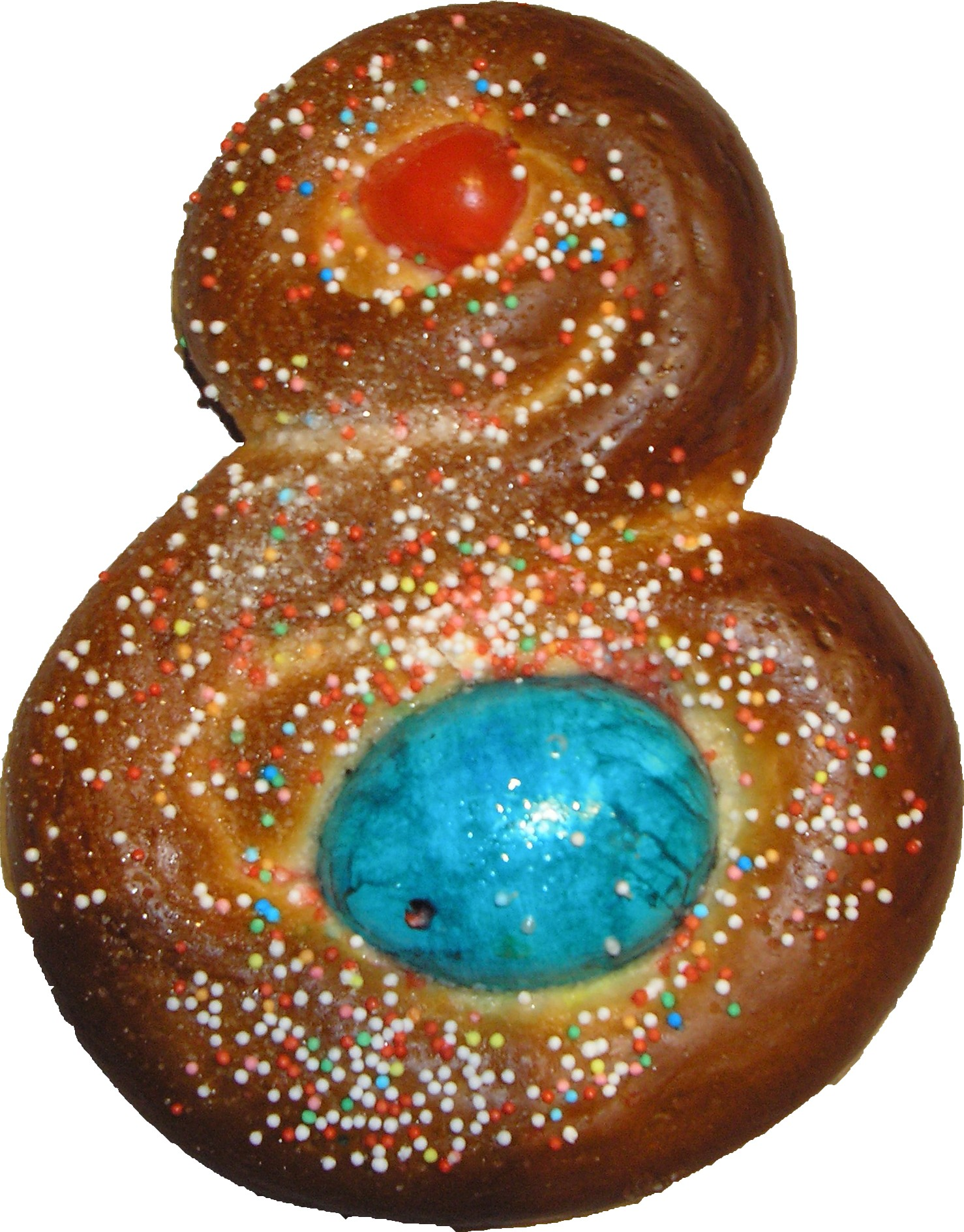
Mona de Pasqua tradicional

La mona de Pasqua és un dolç esponjós que sol menjar-se acompanyat de xocolata, ou dur i llonganissa seca. És una tradició que simbolitza que la quaresma i les seves abstinències s'han acabat. La mona es menja el diumenge i el dilluns de Pasqua i, ocasionalment, el dimarts de Pasqua i el dilluns de Sant Vicent, en el cas valencià. És típic de Catalunya, el País Valencià i Múrcia.

## Origen

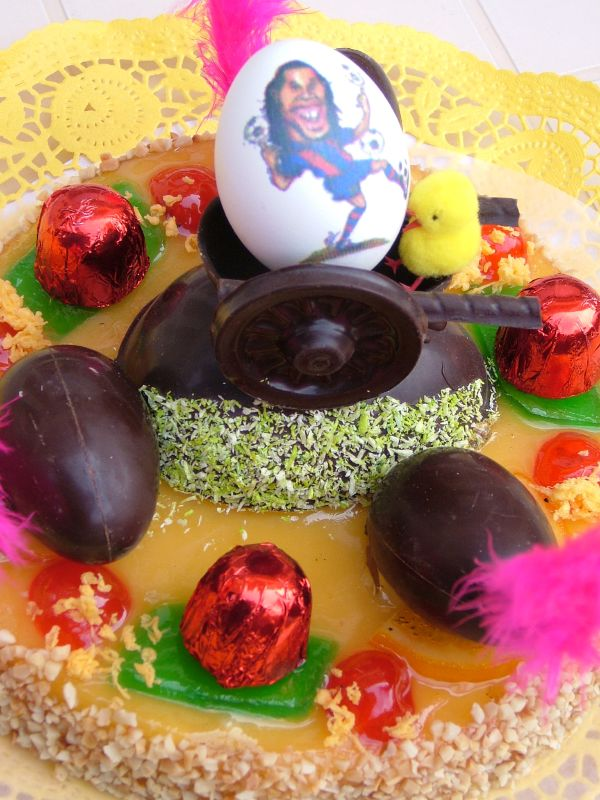
Mona de Pasqua amb figures de xocolata

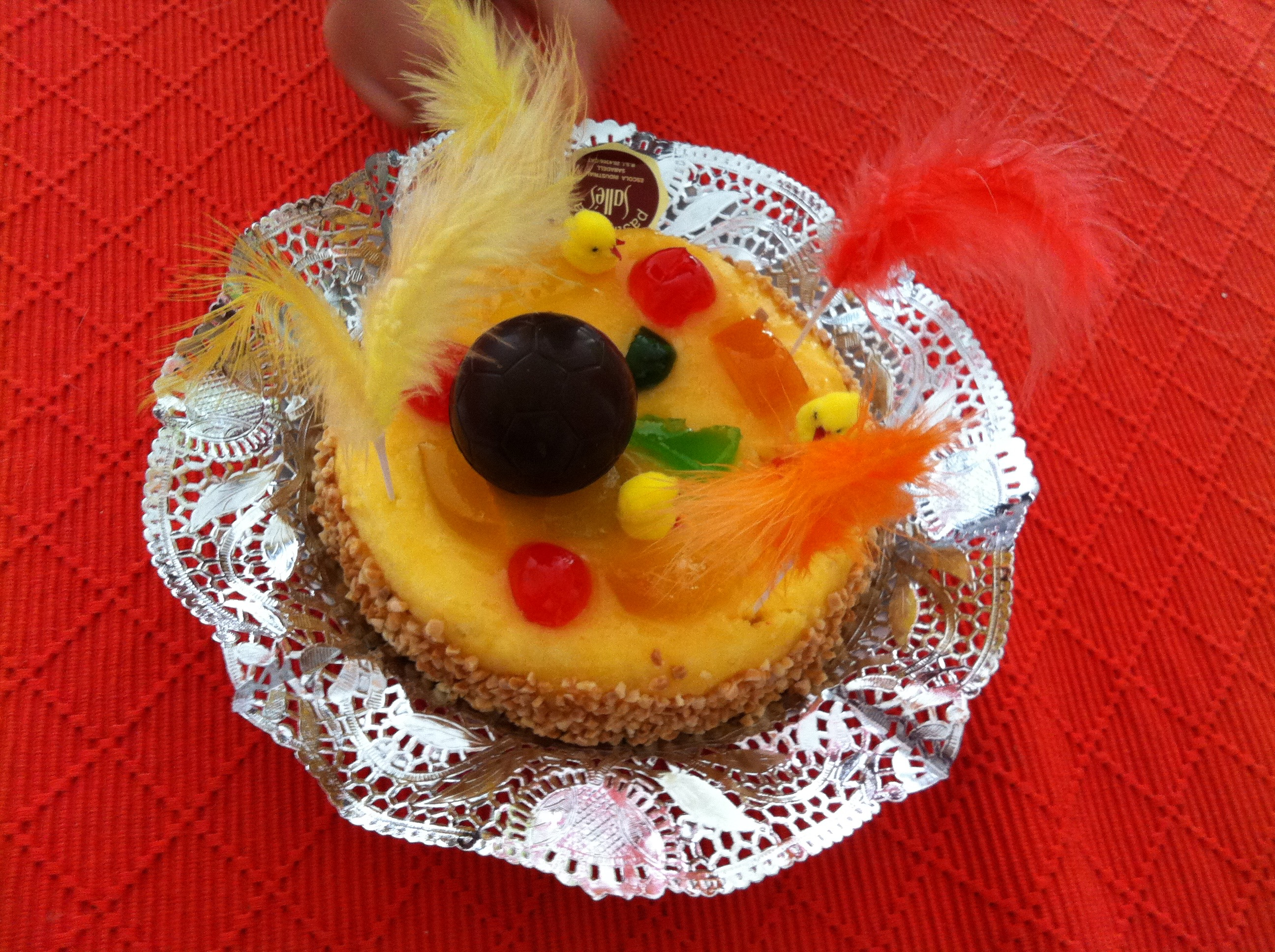
Mona de Pasqua amb plomes

Malgrat que actualment és una costum molt popular, els manuals de cuina medieval (com el Llibre de Sent Soví o el Llibre del coch) no descriuen cap recepta semblant a una mona de Pasqua, i és l'any 1474 quan apareix la primera referència en un poema de Les obres o trobes davall scrites les quals tracten de la sacratíssima Verge Maria, primer llibre literari imprès a la península Ibèrica.
Posteriorment, l'edició de 1734 del Diccionari de la llengua castellana, de la Reial Acadèmia Espanyola, donava la següent definició: «Anomenen en València i Múrcia la coca o rosca que es cou al forn amb ous posats en ella amb closca per Pasqua de Flors, que en altres parts de la península Ibèrica anomenen Hornazo». Aquestes evidències, així com que al diccionari Gazophylacivum catalano-latinum, de Joan Lacavalleria, publicat a Barcelona l'any 1696, mona tenia encara només una definició purament zoològica, fan pensar que als. XVIII les mones de Pasqua encara no eren conegudes a Catalunya, o almenys no ho eren amb eixe nom.
Respecte a l'etimologia del terme hi ha diverses hipòtesis:
- Muníquia: celebracions dedicades a Àrtemis en la Grècia antiga.
- Mûna: en àrab antic, 'arrendament de terres tributat en espècies amb coques, ous durs i altres productes agrícoles'; vol dir 'regal' o 'provisió de la boca'.
- Munda, en llatí plural de mundum, paneres que els romans oferien a Ceres, la deessa de l'agricultura, les collites i la fecunditat, durant el mes d'abril, que contenien dolços i es decoraven.
- Pascorals: festes que els pastors romans celebraven amb coques.
- Beltane: festa celta que se celebrava al mes de maig i on es consumien tortells amb ous.

La similitud de les paraules fa pensar que la festa jueva de la Mimuna també hi pot estar relacionada. Festa que comença la nit de l'últim dia de Péssah o Pasqua Jueva i que té el seu origen al Magrib més occidental, que abans de l'expulsió de jueus i musulmans de la península Ibèrica també hi estava inclosa per al món musulmà.

## Elaboració i varietats
Actualment, les mones presenten una gran diversitat, encara que abans generalment eren rodones. Inicialment, la mona era una massa de coca elaborada amb sucre, i d'altres llaminadures, amb ous durs a sobre, tal com es veu al dibuix de la dreta del segle xix, però a Catalunya (no al País Valencià, on s'ha conservat amb més o menys pura la recepta tradicional) amb el temps els ous es van tornar de xocolata i a la fi van esdevenir la base de la mona. Tradicionalment s'elaborava amb tants ous com anys tenia l'infant, encara que la mona mai no superava els dotze ous, car només es regalava fins que els nens feien la primera comunió (antany s'efectuava els 12 anys). Al País Valencià i Múrcia, en canvi, no va evolucionar i encara manté la forma original d'un brioix (tonya) amb l'ou dur al damunt.
Actualment al País Valencià la mona de Pasqua es pot trobar amb un ou dur al damunt o amb un caramull de clara d'ou, que es cou amb la mateixa cuita de la mona, la qual cosa hi deixa una mena de caputxó. Al mateix País Valencià hi ha llocs on la mona és típica tot l'any, sense l'ou dur damunt, i pot rebre noms com tonya, panou, pa socarrat, coca bova i altres noms (vegeu: Tonya). És el cas, com per exemple, d'Alberic, a la Ribera Alta, d'on és típic el característic panou, coca d'aire o pa cremat, noms que fan referència al color torrat i a la presència d'ous encara que sigui en forma de merenga torrada per decorar. Ja se'n parla al manuscrit Formulari pràctic de cuina, de Joan Company (1905, «pa cremat a l'estil d'Alberique»).
La mona tradicional, a Catalunya i la Franja de Ponent, té generalment forma de tortell. Hi ha varietats més senzilles fetes de pa de pessic, gema, xocolata, etc., en forma de tortell només amb ous, aguantat per unes tires de pasta —per tant en aquest cas es cou tot junt al forn— i, si convé, pintades (Montsià, Baix Ebre, comarques de Castelló, Franja de Ponent, etc.). La presència de l'ou de Pasqua, és present a tot Europa, des d'Anglaterra fins a Ucraïna, com a símbol de la fecunditat i la multiplicació de les espècies.

## Tradició

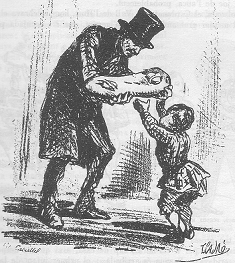
Padrí que fa a mans la mona al fillol

A gairebé tot el Principat de Catalunya és tradició que el padrí o l'avi regalin la mona al seu fillol i nets el Diumenge de Pasqua o Pasqua Florida, en principi després de missa, tot i que actualment no sempre es va a la missa. El Dilluns de Pasqua és tradició que es reunissin dues o tres famílies o un grup d'amics i que anessin a menjar a algun indret la mona plegats, en un àpat en el qual no mancava el conill a la brasa, la paella i, sobretot, el vi. La tradició de regalar la mona ha arrelat recentment a les comarques del nord del principat (Osona, Alt Empordà, Baix Empordà, Garrotxa, Gironès, Pla de l'Estany, la Selva i a l'Alt Maresme). No ha arrelat, però, la d'anar a menjar-se-la al camp.
Gairebé a tot el Principat i al País Valencià és tradicional que el padrí o l'avi obsequiïn el fillol amb la mona, en la qual sempre hi ha l'ou. En algunes comarques del nord del principat aquesta tradició es canvia per la de regalar el tortell de Rams (Osona, Alt Empordà, Baix Empordà, Garrotxa, Gironès, Pla de l'Estany, la Selva i a l'Alt Maresme). Al segle xviii ja era l'obsequi clàssic del padrí als seus fillols, i el nombre d'ous que tenia la mona corresponia amb l'edat del nen fins que arribava a 12 anys. En aquest moment, potser com a punt final d'aquests obsequis, el nombre d'ous era de tretze. El pastís que els acompanyava era una confecció senzilla de rebosteria, coneguda com a coca de Pasqua, i podia agafar diverses formes d'animals o d'objectes, com passava a França amb els pains d'épice.
La tradició de la mona de Pasqua s'aparella amb la dels flequers-pastissers, que han desenvolupat tècniques per a realitzar filigranes arquitectòniques amb la xocolata. És arran de mitjan segle xix que les mones perden llur senzillesa inicial i la seva presentació es fa més complicada, ja que s'ha d'enriquir amb ornaments de sucre caramel·litzat, ametlles ensucrades, confitures, crocant i anissos platejats. A més a més, s'hi afegeixen els ous de Pasqua pintats i una coronació amb figures de porcellana, fusta, cartó o tela.
A Barcelona van destacar en la confecció de la mona Agustí Massana, que tenia la seva pastisseria acreditada al carrer de Ferran, i un altre excel·lent pastisser anomenat Medir Palet, del carrer d'Avinyó. Amb el temps, Massana va aconseguir un gran èxit amb les seves mones rematades per una figura caricaturesca, no poques vegades inspirada en algun polític de l'època, que movia afirmativament el cap. Van ser conegudes com a Sí, senyors. En canvi, el molt antic Forn de Sant Jaume va presentar sempre unes mones més clàssiques i tradicionals, amb el seu pastís elaborat mitjançant una fórmula secreta de la casa, a la qual es donava el nom de pasta cristiana.
Els valencians, així com molts menorquins, que van emigrar a Algèria durant el segle xix i que en bona part es van establir a Orà, van portar-hi la mona i el costum d'anar a menjar-la al camp el dia de Pasqua. De fet, en els receptaris algerians actuals, sempre hi apareix la granota, a part d'altres plats típics dels territoris catalanoparlants, com la paella, la «melsa», entre d'altres. Aquests algerians d'origen europeu i especialment els provinents de tot Catalunya han aportat aquesta tradició a França, dient-ne la Mouna, i de retruc aquesta tradició s'ha implantat a la Catalunya del Nord.
En alguns indrets, perquè el padrí li doni la mona al fillol, aquest ha de cantar una petita cançó. Hi ha diverses versions de la cançó. En seria un exemple:
Pasqua és avui,
la mona la vull.
Doneu-me la mà
que us la vull besar.
A València la versió més coneguda és:
Ací em pica,
ací em cou,
ací t'esclafe l'ou